# 沈哲哉
沈哲哉 （1926年—2017年9月27日），臺灣西畫家，師事廖繼春、郭柏川，作品以女性人物居多，擅長使用色彩，有「色彩魔術師」之稱。

## 生平
沈哲哉1926年生於臺灣日治時期，出身台南新營。1938年考入台南州立第二中學（今台南第一高級中學）受業於廖繼春，1941年15歲的沈哲哉以〈劉氏之家）入選第七屆台陽展，原有意赴日深造，但因年底太平洋戰爭爆發無法成行。1945年戰爭結束，沈哲哉陸續任教於台南及北港等學校，自此從事美術教育40餘年 。1952年沈哲哉接受郭柏川指導，並與台南美術同好成立台南美術研究會（南美會）。沈哲哉晚年旅居日本，高齡90多歲仍持續創作，2017年於日本辭世，家屬將其部分作品捐贈予台南市美術館永久典藏。部分作品如〈人物S坐像〉（1949）、〈貓咪小姐〉（1985）、〈舊金山郊外〉（1986）等，典藏於國立臺灣美術館。

## 藝術創作
沈哲哉創作以油畫為主，繪畫風格受到印象派、野獸主義及巴黎畫派影響，其作品風格演變可分為三期：1950至1960年受印象派影響，以寫實風格為主，此風格持續至晚年；1960年至1970年在國際抽象表現主義浪潮下創作抽象畫；1970年至1980年以後，沈哲哉融合廖繼春的色彩表現與郭柏川寫實語彙，逐漸形成個人特色，具夢幻風格。:29-30　沈哲哉的創作大致分為「人物畫」、「風景畫」和「靜物畫」，並以人物和風景畫為主。人物畫主題多為少女少婦、裸女、芭蕾舞者，:38-39:43風景畫題材為人文風光，包括巷弄、廟宇、街景、城堡、港口等景觀。